# Dragón en el garaje
El dragón en el garaje es una analogía utilizada por el astrónomo y exobiólogo Carl Sagan (1934-1996) en su libro "El mundo y sus demonios" (1995), como forma de criticar los argumentos ad ignorantiam que se utilizan en diversas pseudociencias.
En su libro, Sagan explica:

«En mi garaje vive un dragón que escupe fuego por la boca». Supongamos que yo le hago a usted una aseveración como esa. A lo mejor le gustaría comprobarlo, verlo usted mismo. A lo largo de los siglos ha habido innumerables historias de dragones, pero ninguna prueba real. ¡Qué oportunidad! 
 —Enséñemelo —me dice usted. 
 Yo le llevo a mi garaje. Usted mira y ve una escalera, latas de pintura vacías y un triciclo viejo, pero el dragón no está. 
 —¿Dónde está el dragón? —me pregunta. 
 —Oh, está aquí —contesto yo moviendo la mano vagamente—. Me olvidé de decir que es un dragón invisible. 
 Me propone que cubra de harina el suelo del garaje para que queden marcadas las huellas del dragón. 
 —Buena idea —replico—, pero este dragón flota en el aire. 
 Entonces propone usar un sensor infrarrojo para detectar el fuego invisible. 
 —Buena idea, pero el fuego invisible tampoco da calor. 
 Sugiere pintar con spray el dragón para hacerlo visible. 
 —Buena idea, solo que es un dragón incorpóreo y la pintura no se le pegaría. 
 Y así sucesivamente. Yo contrarresto cualquier prueba física que usted me propone con una explicación especial de por qué no funcionará. Ahora bien, ¿cuál es la diferencia entre un dragón invisible, incorpóreo y flotante que escupe un fuego que no quema y un dragón inexistente? Si no hay manera de refutar mi opinión, si no hay ningún experimento concebible válido contra ella, ¿qué significa decir que mi dragón existe? 
 Su incapacidad de invalidar mi hipótesis no equivale en absoluto a demostrar que es cierta. 
 Las afirmaciones que no pueden probarse, las aseveraciones inmunes a la refutación son verdaderamente inútiles, por mucho valor que puedan tener para inspirarnos o excitar nuestro sentido de maravilla. 
 Lo que yo le he pedido a usted que haga es que acabe aceptando, en ausencia de pruebas, lo que yo digo.
Carl Sagan

La analogía es similar a la tetera de Russell y al unicornio rosa invisible.